# Chernes lymphatus
Chernes lymphatus es una especie de arácnido  del orden Pseudoscorpionida de la familia Chernetidae.

## Distribución geográfica
Se encuentra en Míchigan, Nebraska y en  Illinois en (Estados Unidos).